# 천수만

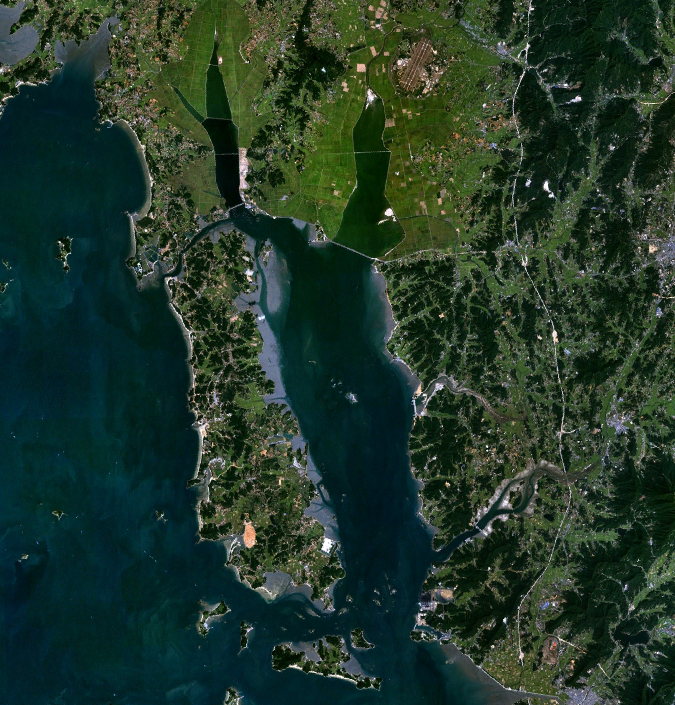
천수만

천수만(淺水灣)은 충청남도에 위치한 남북으로 긴 만이다. 동쪽은 서산시, 홍성군, 보령시에 접하고, 북쪽과 서쪽은 태안군의 태안반도와 안면도와 접한다. 가창오리 등 겨울 철새의 도래지로 유명하다. 간월부남지구 간척사업으로 인해 부남호와 간월호가 생겼다. 섬은 죽도, 모도, 오가도가 있다.

## 같이 보기
- 서산버드랜드
- 홍성군과 태안군 등 간의 권한쟁의